# Franjo Leder
Franjo Leder (Tuzla, 1905. – Tuzla, 1963.), bosanskohercegovački kipar.

## Život
Franjo Leder je prvi tuzlanski kipar. Kiparstvo je studirao u Zagrebu kod profesora Roberta Frangeša Mihanovića. Kao student radio je na spomeniku kralja Tomislava (Zagreb). U Tuzli je radio mnogo, ali je malo skulptura ostalo. Njegova najvrednija likovna djela su uništili fašisti. Živeći u očaju za uništenim, njemu najvrednijim radovima, postao je nemaran prema svemu pa i prema sebi, što ga je fizički uništilo.

## Djela
- Portret osnivača sokolstva u Čehoslovačkoj (nekada u Sokolskom domu)
- Portret N. Todića
- Reljef Borbom ka slobodi
- Bista Save Štekovića
- Portret ing. Bogdana Đukića (slika desno)
- Most s kipovima 1936., Tuzla

## Velika kompozicijaBorbom ka slobodi
- Godina nastanka: oko 1936.
- Materijal: beton
- Dimenzije: v. 250 cm, š. 300 cm
- Nekadašnja lokacija: Sokolski dom u Tuzli, uništeno

Kompozicije Borbom ka slobodi je djelo akademskog kipara Franje Ledera. Na reljefu je predstavljena borba Mlade Bosne za vrijeme austrougarske okupacije. Figura u lijevom dijelu kompozicije predstavlja patnju ovog naroda u borbi za svoja prava, a u desnom oslobođenje oslobođenje od zloglasnog režima Austro-Ugarske monarhije. Figura u sredini je Miško Jovanović, predvodnik u Tuzli svih snaga u borbi protiv okupatora. Uništili su ga fašisti 1941. godine. To je bila najveća skulptorska kompozicija u reljefu rađena u Tuzli. Za ovaj rad je Leder dobio dosta pohvala od ljudi koji su znali što su likovne vrijednosti. Od istog autora tada je uništeno nekoliko skulptura, poprsja, statua i gipsane ornamentike.